# Rodman
Rodman je priimek.

## Znani slovenski nosilci priimka
- David Rodman (*1983), hokejist
- Franc Rodman (*1961), šahist
- Karmen Rodman, strok. za marketing
- Klemen Rodman (1960–2023), arhitekt, vsestranski oblikovalec, kulturnik
- Marcel Rodman (*1981), hokejist
- Miha Rodman (*1986), igralec
- Petra Rodman, oblikovalka vidnih sporočil (hči Klemna)

## Znani tuji nosilci priimka
- Dennis Rodman (*1961), ameriški košarkar